# Xiaomuhe
Xiaomuhe (kinesiska: 小木河, 小木河乡) är en socken i Kina. Den ligger i provinsen Heilongjiang, i den nordöstra delen av landet, omkring 540 kilometer öster om provinshuvudstaden Harbin.
Genomsnittlig årsnederbörd är 1 071 millimeter. Den regnigaste månaden är juli, med i genomsnitt 235 mm nederbörd, och den torraste är januari, med 17 mm nederbörd.